# Anno 2205
Anno 2205 – stworzona przez studio Ubisoft Blue Byte Mainz ekonomiczna gra w budowę miasta z elementami strategii czasu rzeczywistego, będąca szóstą odsłoną serii Anno. Gra ukazała się 3 listopada 2015.

## Rozgrywka
Anno 2205 jest futurystycznym city builderem podobnym do Anno 2070, w przeciwieństwie do wcześniejszych odsłon, osadzonych w realiach historycznych. Gracz wciela się w lidera korporacji rywalizującego z innymi w rozwijaniu nowych technologii. Na samym początku jego zadaniem będzie zbudowanie na Ziemi zróżnicowanych metropolii. Wraz ze zwiększającą się ilością budynków wzrasta populacja, a do gracza należy zaspokojenie potrzeb mieszkańców. Poza wznoszeniem budynków, gracz musi również produkować żywność i organizować infrastrukturę, dzięki której będzie rozwijała się gospodarka. Podobnie jak w SimCity, do budynków dobudować można dodatkowe elementy, które rozszerzają ich funkcjonalność, a ulepszanie struktur produkcyjnych wpływa na zwiększenie ich wydajności. Zadowoleni mieszkańcy przechadzają się po miastach i mogą produkować więcej dóbr, jednak jeśli ich potrzeby pozostaną niezaspokojone, opuszczą swoje domostwa. Gracz może również prowadzić rozmaite badania, np. wydając fundusze na stworzenie placówek, których zadaniem jest opracowanie rakiet zdolnych dolecieć na Księżyc. Po zakończeniu badań możliwa jest kolonizacja Księżyca i wybudowanie na jego powierzchni miast. Zdobyte na Księżycu surowce, takie jak np. hel-3, można odesłać z powrotem na Ziemię i wykorzystać do ulepszania ziemskich miast. Po zasiedleniu Księżyca zmienia się klimat rozgrywki – na gęstszy i mroczniejszy – jak również jej zasady. Budowle wzniesione na ziemskim satelicie wymagają pól ochronnych przed asteroidami czy wyspecjalizowanych szklarni do produkcji żywności.
W grze wprowadzony został system sesji, pozwalający graczowi zarządzać jednocześnie swoimi miastami zarówno na Ziemi, jak i na Księżycu. Dostępne zasoby różnią się w zależności od sesji, wskutek czego gracz musi założyć szlaki handlowe pomiędzy koloniami, dzięki czemu zasoby i materiały rzemieślnicze z jednego miejsca mogą zostać użyte w innym, w którym takowe nie występują. Miasta w Anno 2205 są pięciokrotnie większe niż w poprzednich odsłonach. Znane z Anno 2070 podwodne środowisko oraz zanieczyszczenia zostały usunięte ze względu na dodanie Księżyca. Nowością jest możliwość połączenia ze sobą miast za pomocą mostów.
Na potrzeby gry opracowano nowy silnik graficzny. W przeciwieństwie do poprzednich części, w których informacje wyświetlano za pomocą tekstu, w Anno 2205 przedstawiane są one wizualnie, poprzez obrazy czy ikony. Zmieniony został również sposób prowadzenia fabuły – gracz nie jest zmuszony do wykonywania misji w ramach kampanii fabularnej, mogąc zamiast tego cele misji ustawić jako wyzwania w trybie swobodnej zabawy.

## Produkcja
Po wydaniu Anno 2070, który spotkał się z uznaniem krytyków, Ubisoft zapowiedziało, że seria podąży w zupełnie nowym kierunku, rozwijając futurystyczne wizje. Za grę odpowiedzialne jest studio Ubisoft Blue Byte Mainz, poprzednio znane jako Related Designs, twórcy oryginalnego Anno.
Gra zapowiedziana została podczas konferencji prasowej Ubisoftu na targach Electronic Entertainment Expo 2015. Zapowiedziana została przepustka sieciowa, jak również Gold Edition zawierającą podstawową grę wraz ze wszystkimi dodatkami. Gracze, którzy zamówili grę w przedsprzedaży, mieli otrzymać dostęp do zamkniętej wersji beta, jednak została ona anulowana, a nagrodą za zamówienie gry przed premierą będzie dodatkowa zawartość do niej.